# 나야 (가수)
나야(1990년 ~)는 대한민국의 가수다. 2018년 1집 앨범 [나야 Lovely Trot Vol. 1]으로 데뷔했다.

## 방송
- 내일은 미스트롯 (2019) - Top94

## 음반
- 나야 Lovely Trot Vol.1 (2018)
- 그게 나야 (That's Me) (2020)